# Henry des Abbayes
Henry Robert Nicollon des Abbayes, född 15 juli 1898, död 21 maj 1974, var en fransk botanist och lichenolog. Han var ordförande för botaniska avdelningen vid universitetet i Rennes och expert på Storbritanniens flora. I taxonomiska sammanhang används standardförfattarförkortningen Abbayes.